# Conjuntos disjuntos
En teoría de conjuntos, dos conjuntos son disjuntos o ajenos si no tienen ningún elemento en común. En otras palabras, dos conjuntos son disjuntos si su intersección es vacía.
Por ejemplo {1, 2, 3} y {a, b, c} son conjuntos disjuntos.

## Definición

Los conjuntos A y B no tienen ningún elemento en común.

Dos conjuntos A y B son disjuntos si se cumple que ningún elemento de A lo es de B o viceversa:
| {\displaystyle x\in A\implies x\notin B,\quad {\text{ y }}\quad x\in B\implies x\notin A} |

Otra manera de expresarlo es mediante su intersección, que está formada por sus elementos en común. La intersección de dos conjuntos disjuntos A y B es vacía.
| {\displaystyle A\cap B=\varnothing } |

En general, dada una colección de conjuntos A, B, C, etc. se dice que estos son disjuntos dos a dos, disjuntos por pares o mutuamente disjuntos si dos conjuntos cualesquiera de la colección son disjuntos entre sí. En términos de una familia de conjuntos {Ai}i ∈ I:
| {\displaystyle {\text{ Si }}A_{i}\neq A_{j}{\text{ , entonces }}A_{i}\cap A_{j}=\varnothing } |

Por ejemplo, la colección { {1}, {2}, {3} } es disjunta por pares. La familia { {1, 2}, {2, 3}, {4} } no lo es: a pesar de que no hay ningún elemento común a todos los conjuntos de la misma, la pareja {1, 2} y {2, 3} no es disjunta.